# One Shot Varietà
One Shot Varietà è una compilation pubblicata nel 2008.

## Tracce
1. Raffaella Carrà – Tanti auguri (da Ma che sera) – 3:48
2. Heather Parisi – Cicale (da Fantastico 2) – 3:53
3. Le Ragazze Cin Cin – Cin Cin (da Colpo grosso) – 4:49
4. Paola Cortellesi & Nino Frassica – Cacao Meravigliao (da Indietro tutta!) – 4:29
5. Roberto Negri – Saxofono For Me (da Drive In) – 2:33
6. Amanda Lear – Incredibilmente donna (da Premiatissima) – 3:25
7. Lorella Cuccarini – La notte vola (da Odiens) – 3:27
8. Stefania Rotolo – Cocktail d'amore (da Tilt) – 3:43
9. Loretta Goggi – L'aria del sabato sera (da Fantastico) – 3:36
10. Romina Power – Il ballo del qua qua (da Fantastico 2) – 2:51
11. Raffaella Carrà – Ballo ballo (da Fantastico 3) – 3:10
12. I Gatti di Vicolo Miracoli – Capito?! (da Domenica In) – 3:39
13. Via Verdi – Diamond (da Deejay Television) – 6:52
14. Heather Parisi – Crilù (da Fantastico 5) – 4:49
15. La Redazione di Emilio – Emilio (da Emilio) – 3:36
16. Toto Cutugno – Una domenica italiana (da Domenica In) – 4:04
17. Lorella Cuccarini – Sugar Sugar (da Fantastico 6) – 4:39
18. Renzo Arbore – Ma la notte no (da Quelli della notte) – 5:33